# Statistisches Bundesamt
O Statistisches Bundesamt oficialmente abreviado StBA, antigo também StatBA é uma autoridade federal alemã na pasta do Ministério Federal do Interior. Recolhe e analisa informação estatística sobre a economia, a sociedade e o ambiente. A informação processada é publicada diariamente em cerca de 390 estatísticas oficiais.